# Западный поход тайпинов
Западный поход (кит. 太平天國西征) — боевые действия тайпинов в 1853-1856 гг. против войск империи Цин во время Тайпинского восстания с целью подчинения провинций, лежащих к западу от Нанкина.
Западный поход был задуман Ян Сюцином вскоре после падения Нанкина. Он должен был пройти вдоль реки Янцзы и в конечном итоге встретиться с Северным походом в провинции Сычуань. Тайпины считали, что такое движение поможет захватить в клещи весь западный и северный Китай. Он также был предназначен для того, чтобы вместе с Северным походом ослабить цинское давление на государство тайпинов с севера и юга.

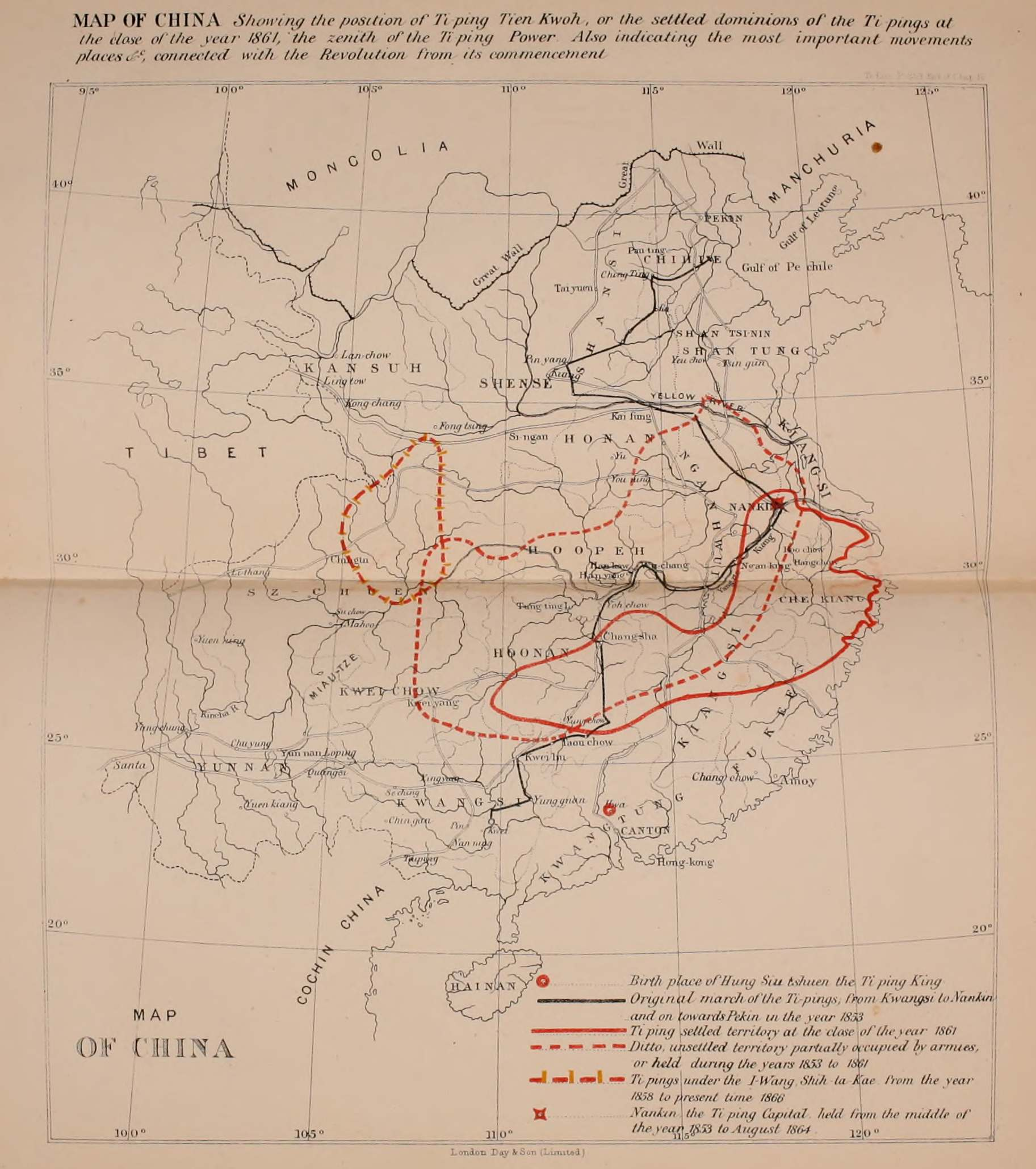
Государство тайпинов и их походы (выделены чёрным цветом)

Знамя тайпинов

Западный поход начался 19 мая 1853 года. Тайпины, выйдя из Нанкина, менее чем через месяц, 10 июня отбили город Аньцин. Затем их войска разделились на три отдельные корпуса. Первый корпус во главе с Ху Игуаном двинулся на север, чтобы завоевать Аньхой. Второй, возглавляемый Лаем Ханьином, отправился на юг, чтобы подчинить Цзянси. Третьий корпус, возглавляемый Цзэн Тяньяном, атаковал ряд городов к югу от Янцзы.
14 января 1854 года Ху Ингуан успешно захватил Лучжоу, новую столицу Аньхоя, разгромив небольшой отряд под предводительством Цзян Чжунюаня. Лай добился меньшего успеха, так как ему не удалось взять Наньчан, столицу провинции Цзянси. Лая заменили Вэй Цзюнь и Ши Чжэньсян, которые двинулись в Хубэй и Хунань. Вскоре тайпины вторично взяли Иочжоу на озере Дунтин. Не решаясь атаковать Чанша — столичный город провинции, который они не смогли взять осенью 1852 года, тайпины на этот раз обошли его с юга, 24 апреля заняв Сянтань (на реке Сян) и Лилин.
В конце апреля 1854 года тайпинская армия вторично подошла к Учану, отвоеванному ранее цинскими войсками. Маньчжуры сильно укрепили город. Тайпины осаждали крепость в течение 80 дней, и в конце июня Учан был взят. Вслед за тем тайпины взяли город Ханьян и Ханькоу по другую сторону Янцзы.
Тайпины также проводили военные операции в Хунани, к западу от озера Дунтин. В этих районах они появились впервые в середине июня 1854 года и взяли города Чандэ и Таоюань, расположенные на притоке озера Дунтин, реке Юань. Таким образом, почти весь район озера Дунтин с его основными притоками подпал под власть тайпинского государства. Большая часть провинции Хунань находилась снова в руках тайпинов, как и большая часть провинции Хубэй. Здесь, к западу от Учана, тайпины пытались взять Цзинчжоу, но это им не удалось. Тогда тайпины обошли Цзинчжоу и заняли Ичан, ставший крайним западным пунктом тайпинской территории.
Западному походу также удалось захватить Пэнцзе, Хукоу и Цзюцзян. Западный поход закончился в марте 1856 года, когда войска отозвали в Нанкин для подкрепления осажденного города.
Западный поход имел ограниченный успех. Хотя ряд ключевых городов пал, тайпины в конечном итоге не смогли захватить весь западный Китай или верхнюю часть Янцзы. Первоначальное быстрое наступление тайпинов превратилось в затяжную борьбу, которая дала цинскому правительству время для восстановления своих сил и создания новых армий.